# 曲直瀨道三

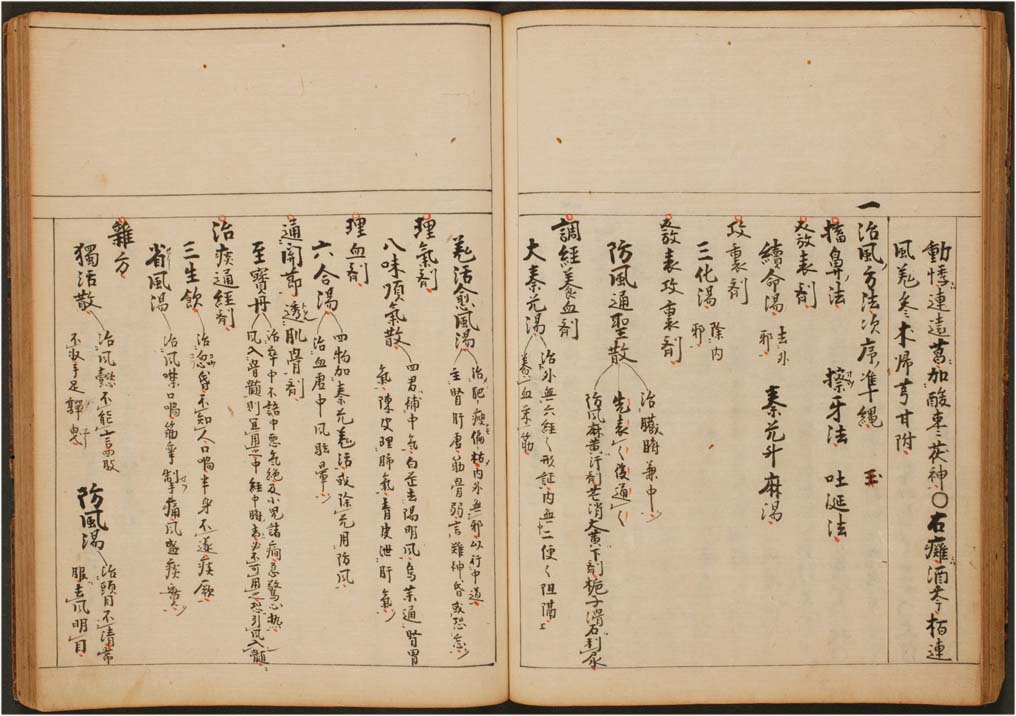
《啓迪集》天正10年寫本（東京大學附屬圖書館藏）

曲直瀨道三（日语：／ Manase Dōsan，1507年10月23日—1594年2月23日）是日本戰國時代醫師，號道三，本名正盛，字一溪，又稱雖知苦齋、翠竹庵和啓迪庵，本姓為源氏，後來改姓橘氏，今大路家家祖，為日本醫學中興之祖，與田代三喜、永田德本等並稱「醫聖」，養子是曲直瀨玄朔。

## 生涯
道三之養父是近江佐佐木氏庶流的堀部左兵衛親真，養母是多賀氏，自幼父母雙亡，按《近江栗太郡志》記載，道三原本是近江栗太郡勝部村（現滋賀縣守山市）的佐佐木氏一族勝部氏一門，親母是目賀田攝津守綱清之娘，初名正慶，在雙親死後由伯父伯母養育成人。道三自小在守山的大光寺吉祥院內學習，按天正5年（1577年）12月翠竹庵道三署名的書狀記載，他在學成後將自己在勝部村僅有的五反（約5平方公里）農地，捐出其中一反（約一平方公里）給予大光寺。
永正13年（1516年），道三前往五山文學的中心京都相國寺，成為喝食，學習詩書，並且在此時改姓曲直瀨。享祿元年（1528年），道三前往關東入讀足利學校，並且對醫學產生興趣。道三拜田代三喜為師，學習當時盛行於明朝的李東垣與朱丹溪二個派別的醫學傳統。天文15年（1546年），道三重返京都，並且還俗，專注於醫學。道三曾經先後替將軍足利義藤（足利義輝）、細川晴元、三好長慶和松永久秀等武將診症，名聲鵲起，並且在京都建立一間稱為啓迪院的醫學校。
按《雲陣夜話》記載，永祿9年（1566年），毛利元就進攻出雲月山富田城的尼子義久時在陣中病倒，道三曾經前往診症。天正2年（1574年），道三寫成《啓迪集》，並且在同年獲正親町天皇接見，替其診症的同時獻上此書，正親町天皇便命僧人策彥周良替他寫序，並且賜道三翠竹院的稱號。織田信長在上洛後，道三亦替其診症，並且獲賞賜名香蘭奢待。
道三的作品除了《啓迪集》外，還有《藥性能毒》、《百腹圖說》、《正心集》、《指南針灸集》和《辨証配劑醫燈》等，門下學生數百人，聞名全國。天正12年（1584年），道三替豐後府內的耶穌會傳教士奧爾岡蒂諾診症，因緣際會下信奉基督教，並且受洗，洗禮名是Bellshawl。天正20年（1592年），道三獲後陽成天皇賜姓橘氏和今大路的家號，及後在文祿3年（1594年）1月4日死去，追贈正二位法印。道三死前收其侄曲直瀨玄朔為養子，以後代代均擔任官醫。